# Изборне скупштине СКА 1920-1930
Српска краљевска академија, (сада позната под именом Српска академија наука и уметности) основана је 1. новембра 1886. Првих 16. академика поставио је указом краљ Милан Обреновић 5. априла 1887, а затим су нове чланове, редовне и дописне, бирали сами академици на својим изборним скупштинама.
Овим изборним скупштинама Академија се обнављала и подмлађивала, и у томе је њихов велики значај. Хронолошки ће бити представљене изборне скупштине, као и списак тада изабраних чланова. У овом чланку налазе се информације за период 1920-1930. За остале периоде погледајте Изборне скупштине САНУ.
Инострани чланови су установљени тек законом од 28. јуна 1960, а чланови из иностранства бирани до тог датума имали су статус дописних одн. редовних чланова Академије. Међутим иако на скупштинама у периоду 1920-1930 они нису формално бирани за иностране чланове, биће уврштени у ту категорију. 
Слично, чланови ван радног састава су установљени тек законом од 7. маја 1976, а чланови из осталих република Југославије бирани до тог датума имали су статус дописних одн. редовних чланова Академије, па су тим законом неки од њих преведени у чланове ван радног састава (нпр. Марко Костренчић је 1930. изабран за дописног члана, али је 1976. преведен у члана ван радног састава, како се његово чланство и званично води у хронологијама Академије).
| Име и презиме           | Године рођења и смрти | Звање          |
| ----------------------- | --------------------- | -------------- |
| Ђорђе Јовановић         | 1861-1953             | редовни члан   |
| Драгољуб Дража Павловић | 1867-1920             | редовни члан   |
| Бранислав Петронијевић  | 1875-1954             | редовни члан   |
| Павле Поповић           | 1868-1939             | редовни члан   |
| Јован Радонић           | 1873-1956             | редовни члан   |
| Станоје Станојевић      | 1874-1937             | редовни члан   |
| Милутин Миланковић      | 1879-1958             | дописни члан   |
| Марко Мурат             | 1864-1944             | дописни члан   |
| Драгутин Ђорђевић       | 1866-1933             | дописни члан   |
| Виктор Берар            | 1864-1931             | инострани члан |
| Џејмс Марк Болдвин      | 1861-1934             | инострани члан |
| Жан Брин                | 1869-1930             | инострани члан |
| Олаф Брок               | 1867-1961             | инострани члан |
| Огист Говен             | 1861-1931             | инострани члан |
| Антоан Меје             | 1866-1936             | инострани члан |
| Габријел Мије           | 1867-1953             | инострани члан |
| Даглас Џонсон           | 1878-1944             | инострани члан |

| Име и презиме    | Године рођења и смрти | Звање        |
| ---------------- | --------------------- | ------------ |
| Никола Вулић     | 1872-1945             | редовни члан |
| Живко Павловић   | 1871-1938             | редовни члан |
| Тихомир Ђорђевић | 1868-1944             | дописни члан |
| Степан Куљбакин  | 1873-1941             | дописни члан |
| Сима Тројановић  | 1862-1935             | дописни члан |

| Име и презиме        | Године рођења и смрти | Звање        |
| -------------------- | --------------------- | ------------ |
| Живојин Ђорђевић     | 1872-1957             | редовни члан |
| Недељко Кошанин      | 1874-1934             | редовни члан |
| Петар Павловић       | 1864-1938             | редовни члан |
| Иван Ђаја            | 1884-1957             | дописни члан |
| Јован Ердељановић    | 1874-1944             | дописни члан |
| Тома Живановић       | 1884-1971             | дописни члан |
| Владимир К. Петковић | 1873-1935             | дописни члан |
| Милан Ракић          | 1876-1938             | дописни члан |
| Владимир Ћоровић     | 1885-1941             | дописни члан |
| Фране Булић          | 1846-1934             | дописни члан |
| Емануел Видовић      | 1872-1953             | дописни члан |
| Љубомир Ивановић     | 1882-1945             | дописни члан |
| Веселин Чајкановић   | 1881-1946             | дописни члан |

| Име и презиме | Године рођења и смрти | Звање        |
| ------------- | --------------------- | ------------ |
| Марко Цар     | 1859-1953             | дописни члан |

| Име и презиме      | Године рођења и смрти | Звање        |
| ------------------ | --------------------- | ------------ |
| Иван Мештровић     | 1883-1962             | редовни члан |
| Милутин Миланковић | 1879-1958             | редовни члан |
| Јован Дучић        | 1871-1943             | дописни члан |
| Иво Војновић       | 1857-1929             | дописни члан |
| Фридрих Кацер      | 1861-1925             | дописни члан |
| Фердо Шишић        | 1869-1940             | дописни члан |

| Име и презиме   | Године рођења и смрти | Звање        |
| --------------- | --------------------- | ------------ |
| Степан Куљбакин | 1873-1941             | редовни члан |
| Вељко Петровић  | 1884-1967             | дописни члан |
| Петар Поповић   | 1878-1945             | дописни члан |

| Име и презиме     | Године рођења и смрти | Звање          |
| ----------------- | --------------------- | -------------- |
| Тома Живановић    | 1884-1971             | редовни члан   |
| Иво Андрић        | 1892-1975             | дописни члан   |
| Антон Билимовић   | 1879-1970             | дописни члан   |
| Рихард Буријан    | 1871-1954             | дописни члан   |
| Ђорђе Јоанновић   | 1871-1932             | дописни члан   |
| Аугуст Мусић      | 1856-1938             | дописни члан   |
| Јиржи Данеш       | 1880-1928             | инострани члан |
| Карел Домин       | 1882-1953             | инострани члан |
| Јозеф Зубати      | 1855-1931             | инострани члан |
| Алфред Лакроа     | 1863-1948             | инострани члан |
| Пјер-Мари Термије | 1859-1930             | инострани члан |

| Име и презиме            | Године рођења и смрти | Звање        |
| ------------------------ | --------------------- | ------------ |
| Томислав Маретић         | 1854-1938             | редовни члан |
| Владимир К. Петковић     | 1873-1935             | редовни члан |
| Војислав Мишковић        | 1892-1976             | дописни члан |
| Антоније Вучетић         | 1845-1931             | дописни члан |
| Фран Рамовш              | 1890-1952             | дописни члан |
| Роберт Франгеш Михановић | 1872-1940             | дописни члан |

| Име и презиме    | Године рођења и смрти | Звање                   |
| ---------------- | --------------------- | ----------------------- |
| Никола Радојчић  | 1882-1964             | дописни члан            |
| Рајко Нахтигал   | 1877-1958             | дописни члан            |
| Јосип Племељ     | 1873-1967             | дописни члан            |
| Петар Скок       | 1881-1956             | дописни члан            |
| Марко Костренчић | 1884-1976             | члан ван радног састава |